# Gari (fiume)
Il Gari è un fiume dell'Italia centro-meridionale che si sviluppa nel Lazio meridionale, nella zona del Cassinate.
Il fiume deve la sua importanza per il fatto che, dalla sua confluenza con il Liri, nasce il fiume Garigliano, che segna il confine meridionale tra le regioni Lazio e Campania. Il Gari fu inoltre teatro di uno degli eventi più cruenti della seconda guerra mondiale, sebbene la battaglia che vi si svolse sia meglio nota con il nome di Battaglia del fiume Rapido.

## Il percorso del fiume
Il Gari nasce nel cuore della città di Cassino, nel Lazio meridionale. Le sue sorgenti sorgono alle pendici di Montecassino e della Rocca Janula, alle spalle della Chiesa Madre e, quindi, della centralissima Piazza Corte.
Dopo un breve tratto sotterraneo, il Gari riemerge all'interno del Parco XV Marzo 1944 (o Villa Comunale) di Cassino, dove si divide in due rami, che si ricongiungono all'interno del parco stesso, formando il caratteristico laghetto. Un tratto del fiume all'interno del Comune di Cassino è costeggiato da un percorso pedonale e ciclabile.
Lungo il suo cammino il Gari riceve le acque del Rapido nei pressi delle Terme varroniane, dove incrementa la sua portata grazie anche all'afflusso di innumerevoli fonti di acque sorgive.
Il Gari, proseguendo il suo corso verso sud-ovest, riceve l'acqua da qualche piccolo affluente (come il Faio ed il Corvo) per poi congiungersi con il fiume Liri nel territorio comunale di Sant'Apollinare, nella località appunto detta Giunture. Poco prima di congiungersi con il Liri, il fiume segna, per un breve tratto, il confine regionale tra Lazio e Campania. Dopo essersi congiunto con il Liri, il fiume prende la denominazione di Garigliano. Da qui prosegue per altri 38 km ricevendo da sinistra il fiume Peccia e, presso la foce, il torrente Ausente andando poi a sfociare nel Mar Tirreno nel golfo di Gaeta mantenendo per tutto il percorso i confini naturali tra il Lazio e la Campania.
Il fiume Gari è inoltre particolarmente noto per l'elevata corrente delle sue acque (portata stimata a circa 20 m³/s), dato che le sue sorgenti si collocano proprio in quello che è considerato il bacino idrico più vasto d'Europa.

## Eventi storici
Dal 20 al 22 gennaio 1944, sul tratto di fronte alla frazione cassinate di Sant'Angelo in Theodice, si svolse la cosiddetta "battaglia del fiume Rapido", parte della prima battaglia di Cassino, uno degli eventi più cruenti della seconda guerra mondiale. Per questo il Gari è detto anche "fiume delle quattro battaglie". A ricordo del tragico evento del '44, sul ponte per l'appunto chiamato "delle quattro battaglie", nel 2008 è stata posta una Campana della Pace a ricordo dei caduti.